# Episodi di The River
La prima e unica stagione della serie televisiva The River è stata trasmessa dal canale statunitense ABC dal 7 febbraio al 20 marzo 2012.
In Italia è stata trasmessa in prima visione assoluta dal 1º marzo al 19 aprile 2012 sul canale satellitare Sky Uno. In chiaro la stagione viene trasmessa su Deejay TV dal 18 marzo al 6 maggio 2013.
| nº | Titolo originale        | Titolo italiano          | Prima TV USA     | Prima TV Italia |
| -- | ----------------------- | ------------------------ | ---------------- | --------------- |
| 1  | Magus                   | Magus                    | 7 febbraio 2012  | 1º marzo 2012   |
| 2  | Marbeley                | Marbeley                 | 7 febbraio 2012  | 8 marzo 2012    |
| 3  | Los Ciegos              | Ciechi                   | 14 febbraio 2012 | 15 marzo 2012   |
| 4  | A Better Man            | Un uomo migliore         | 21 febbraio 2012 | 22 marzo 2012   |
| 5  | Peaches                 | Peaches                  | 28 febbraio 2012 | 29 marzo 2012   |
| 6  | Doctor Emmet Cole       | Il professore Emmet Cole | 6 marzo 2012     | 5 aprile 2012   |
| 7  | The Experiment          | L'esperimento            | 13 marzo 2012    | 12 aprile 2012  |
| 8  | Row, Row, Row Your Boat | Row, Row, Row Your Boat  | 20 marzo 2012    | 19 aprile 2012  |

## Magus
- Titolo originale: Magus
- Diretto da: Jaume Collet-Serra
- Scritto da: Oren Peli e Michael R. Perry (soggetto), Michael Green e Michael R. Perry (sceneggiatura)

### Trama
Sei mesi fa, Emmet Cole, avventuriero e conduttore di The Undiscovered Country, scompare durante una spedizione nel profondo dell'Amazzonia. La ricerca infruttuosa e i successivi memorial lasciano migliaia di fan scioccati per la perdita della loro icona. Adesso che il suo beacon di emergenza si è attivato, sua moglie Tess, di fronte alla realtà, organizza una squadra di ricerca per trovarlo. Il team è composto da suo figlio Lincoln, che era più che pronto a lasciarsi il passato alle spalle, il produttore Clark, amico di Emmet da lungo tempo, il meccanico Emilio Valenzuela e sua figlia Jahel, Lena Landry, figlia del cameraman Russ Landry scomparso assieme a Cole, e il capitano Kurt Bryndilson, capo della spedizione. Quello che il team non sa è che questo viaggio li porterà in un luogo dove la magia si anima e le cose non sono mai quello che sembrano.
- Ascolti USA: telespettatori 7 590 000[3]

## Marbeley
- Titolo originale: Marbeley
- Diretto da: Jaume Collet-Serra
- Scritto da: Michael Green e Zack Estrin

### Trama
Quando Jahel viene posseduta dallo spirito di Emmet Cole, Tess diventa ossessionata dal suo obiettivo di trovare indizi sul marito. Il team scopre poi un albero pieno di bambole in mezzo alla giungla che ricorda loro una vecchia leggenda su uno spirito di una ragazza abbandonata. Un membro dell'equipaggio scompare e Tess si rende conto che devono sopportare tutti gli orrori per riuscire a riunire nuovamente la famiglia.
- Ascolti USA: telespettatori 7 590 000[3]

## Ciechi
- Titolo originale: Los Ciegos
- Diretto da: Michael Katleman
- Scritto da: Glen Morgan

### Trama
"La cecità si propaga."
Quando l'equipaggio del Magus inizia a presentare dei disturbi agli occhi, dopo aver visitato una caverna di rocce vulcaniche all'interno della giungla, in territorio ostile, nella regione del Tires, il primo cameraman AJ Poulain, l'unico a non essere entrato nella grotta, deve trovare una cura e affrontare la sua paura prima che la squadra diventi cieca in modo permanente, recuperando i bulbi dall'albero del Sentido, descritto nei diari di Emmet come perfetto antidoto. Nel frattempo l'equipaggio viene inseguito dalla tribù locale dei Morcego, definiti da Jahel "i guardiani della foresta", pronti a giudicare se sono degni di restare o affrontare le mortali conseguenze. Il capitano Kurt Brynildson, in possesso di un telefono satellitare, contatta in segreto qualcuno parlando in tedesco. Lincoln scopre che tra la madre e Clark, nel frattempo rimasto accidentalmente ferito da Kurt, a sua volta provvisoriamente cieco, c'è stata una relazione, dopo la separazione di Tess da Emmet.
- Ascolti USA: telespettatori 4 960 000[4]

## Un uomo migliore
- Titolo originale: A Better Man
- Diretto da: Dean White
- Scritto da: Aron Eli Coleite

### Trama
"Alla morte serve dignità e non ambizione!"
Il team del Magus incontra Jonas Beckett, uno dei cameramen di Emmet scomparso con lui sei mesi prima. Jonas non ricorda nulla di quanto accadutogli, ma Clark teme che nasconda qualcosa. Ben presto si scopre che Jonas, reo di aver ripreso una cerimonia funebre indigena, nonostante il parere contrario di Emmet che, per questo lo aveva cacciato dalla nave, è stato vittima di una maledizione mistica, annunciata prima da una pioggia di uccelli morti, poi da un assalto di insetti che preludono a una bufera. Presto questa maledizione diventa una questione di vita o di morte, non solo per Jonas, ma anche per il resto dell'equipaggio, pronto a sbarazzarsi del cameramen per non essere vittima a sua volta della maledizione. Sul punto di decidere se lasciare o continuare la missione, Lincoln diventa la bussola morale dell'equipaggio. Guardando i vecchi filmati di Emmet, Lincoln e Tess ne trovano uno in cui l'esploratore confessa tutto il suo dolore e rammarico per avere abbandonato al suo destino Jonas.
- Ascolti USA: telespettatori 4 800 000[5]

## Peaches
- Titolo originale: Peaches
- Diretto da: Rob Bailey
- Scritto da: Wendy Battles

### Trama
"Dove ci portano?" "La questione non è dove ma perché!"
In seguito a uno scontro con un'altra imbarcazione, il Magus rimane incagliato con l'albero di trasmissione danneggiato. In soccorso dell'equipaggio arriva il peschereccio Exodus, ma ben presto si scopre che si tratta di una nave fantasma, i cui "membri dell'equipaggio non possono lasciare il fiume se non trovano qualcuno che prenda il loro posto a bordo." Sull'Exodus Lena può riabbracciare commossa il padre Russ, trovato incatenato e tenuto prigioniero. Da lui scopre che si era separato da Emmet quando l'uomo, contro il suo parere e dopo un'accesa discussione, aveva deciso comunque di addentrarsi nella foresta con due giovani operatori, ossessionato dall'idea della ricerca della sorgente della magia di quei posti. Lena, che il padre chiama amorevolmente Peaches, fa quindi una dolorosa scoperta sul genitore.
- Ascolti USA: telespettatori 4 040 000[6]

## Il professore Emmet Cole
- Titolo originale: Doctor Emmet Cole
- Diretto da: Michelle MacLaren
- Scritto da: Michael Green

### Trama
Al 28º giorno di ricerche l'equipaggio del Magus si addentra nel territorio del Sahte. Nei pressi delle cascate viene trovata la borsa di Emmet con alcuni nastri registrati. Analizzando i nastri, Tess e Lincoln possono così ricostruire gli ultimi movimenti di Emmet, ormai stremato e senza forze, affiancato solo dal fedele cane. Scoprono così che Emmet, ridotto quasi a una larva, è stato salvato da alcuni indigeni e portato in un avamposto che però, al loro arrivo, trovano abbandonato.
- Ascolti USA: telespettatori 4 210 000[7]

## L'esperimento
- Titolo originale: The Experiment
- Diretto da: Kenneth Fink
- Scritto da: Soo Hugh

### Trama
"Hanno fame!"
L'equipaggio del Magus scopre che l'avamposto era un laboratorio di ricerche per la cura contro il cancro, dove si facevano anche esperimenti genetici. Viene trovata una cella frigorifera piena di corpi smembrati. Il responsabile della sicurezza Kurt deve sacrificare la sua donna per salvare l'equipaggio. Emmet viene ritrovato.
- Ascolti USA: telespettatori 4 090 000[8]

## Row, Row, Row Your Boat
- Titolo originale: Row, Row, Row Your Boat
- Diretto da: Gary Fleder
- Scritto da: Aron Eli Coleite e Michael Green

### Trama
"Il fiume si trasforma, non ci lascerà mai andare via."
Emmet, ripresosi, ammette i propri errori. Lincoln viene ucciso, ma poi una volta resuscitato invocando la Boiuna, rimane impossessato da uno spirito demoniaco.
- Ascolti USA: telespettatori 3 990 000[9]